# Duwenbeek
Der Duwenbeek (auch Duvenbach) ist das größte Fließgewässer der Insel Rügen. Der Bach beginnt am nördlichen Stadtrand von Bergen auf Rügen, umfließt den Nonnensee auf dessen östlicher Seite und mündet in den Koselower See vor der Insel Ummanz und somit in die Ostsee. Dabei fließt er durch die Rügener Gemeinden Bergen auf Rügen, Parchtitz sowie Kluis und bildet teilweise die Grenzen der Gemeinden Bergen, Trent und Gingst.

## Renaturierung
Anlässlich der Weltausstellung EXPO 2000 wurde das Projekt Lebensräume – Das Duwenbeek-Projekt zur Renaturierung des Baches ins Leben gerufen. Teile dieses Projektes waren die Erneuerung des Nonnensees, die Errichtung einer Pflanzenkläranlage am Herrenhaus in Boldevitz und ein Steindamm zur Verringerung der Strömungsgeschwindigkeit des Baches im Schilfgürtel des Koselower Sees.